# Jane Swagerty
Jane Ellen Swagerty, in seguito conosciuta con il nome da sposata Jane Hill (Oakdale, 30 luglio 1951), è un'ex nuotatrice statunitense medagliata olimpica.
Swagerty rappresentò gli Stati Uniti alle Olimpiadi di Città del Messico 1968, durante le quali vinse la medaglia di bronzo nei 100 metri dorso, terminando dietro la compagna di squadra Kaye Hall (oro) e la canadese Elaine Tanner (argento).
Nuotò anche la frazione a dorso nelle batterie della staffetta 4x100 misti femminile per la squadra statunitense, poi vincitrice della medaglia d'oro, ma non ricevette alcuna medaglia secondo le regole internazionali del nuoto in quanto non gareggiò nella finale.